# Benshausen
Benshausen là một đô thị tại huyện Schmalkalden-Meiningen, trong bang Thüringen, nước Đức. Đô thị này có diện tích 24,87 km², dân số thời điểm 31 tháng 12 năm 2006 là người.